# Evangelizációs Dikasztérium
Az Evangelizációs Dikasztérium a Római Kúria egyik dikasztériuma. 2022. június 5-én jött létre az Új Evangelizáció Pápai Tanácsának és a Népek Evangelizálása Kongregációjának egyesülésével, a Praedicate evangelium apostoi konstitúció alapján. A Praedicate evangelium úgy írja le, hogy „az evangelizáció munkájának szolgálatában áll, hogy Krisztust, a népek világosságát szóban és tettben megismerjék és tanúskodjanak róla, és hogy felépüljön az Ő Titokzatos Teste, amely az Egyház. A dikasztérium felelős a világban zajló evangelizáció alapvető kérdéseiért, valamint az új részegyházak létrehozásáért, kíséréséért és támogatásáért, a Keleti Egyházak Dikasztériuma hatáskörének sérelme nélkül.

## Jelentősége
A Praedicate evangeliumban az Evangelizációs Dikasztérium az első osztály a Római Kúria osztályainak listáján. Ezt úgy értelmezik, hogy az Evangelizációs Dikasztérium az összes osztály közül a legfontosabb. Körülbelül az elmúlt 500 évben  (bár különböző neveken) mindig a Hittani Dikasztérium volt legfontosabb dikasztérium. Az apostoli konstitúciót bemutató sajtótájékoztatón Marco Mellino püspök kijelentette, hogy a Praedicate evangeliumban a dikasztériumok megjelenési sorrendjének nincs jogi hatálya, de „talán” az első három dikasztérium sorrendje igen fontos: az első az Evangelizációs Dikasztérium, a második a Hittani Dikasztérium, és a harmadik a Szeretetszolgálati Dikasztérium.

## Szervezeti felépítése
A Praedicate evangelium szerint a dikasztérium egyik része „a világ evangelizációjának alapvető kérdéseivel”, a másik „a hatáskörébe tartozó területeken az első evangelizációval és az új részegyházakkal” foglalkozik.  A dikasztériumot közvetlenül a római pápa vezeti, aki a prefektusa. Mindkét részleget a pápa nevében és felhatalmazásával vezeti egy-egy pro-prefektust.

### A világ evangelizációjával kapcsolatos alapvető kérdések részlege
E részleg feladata, hogy a részegyházakkal, a püspöki konferenciákkal és a keleti egyházak hierarchikus struktúráival, valamint a megszentelt élet intézményeivel és az apostoli élet társaságaival együttműködve tanulmányozza az evangelizáció alapvető kérdéseit és az evangélium hatékony hirdetésének fejlesztését, felismerve a megvalósításhoz szükséges megfelelő módokat, eszközöket és nyelvezetet. A részleg összegyűjti az evangelizáció területén szerzett legjelentősebb tapasztalatokat, és azokat az egész Egyház rendelkezésére bocsátja. A szekció ösztönzi az evangelizáció és a misszió történetének átgondolását, különösen a politikai, társadalmi és kulturális kontextusokkal kapcsolatban, amelyek az evangélium hirdetését megjelölték és feltételezték. A részleg tanulmányok és tapasztalatcserék révén támogatja a részegyházakat Jézus Krisztus örömhírének a különböző kultúrákban és etnikai csoportokban való inkulturálásának és evangelizálásának folyamatában, különös tekintettel a népi vallásosságra. A népi kegyesség előmozdítása és támogatása során különös figyelmet fordít a nemzetközi kegyhelyekre. A részleg hatáskörébe tartozik a nemzetközi kegyhelyek felállítása és a kánoni követelményeknek megfelelően azok statútumainak jóváhagyása, valamint a megyéspüspökökkel, a püspöki konferenciákkal és a keleti egyházak hierarchikus struktúráival együttműködve a szerves lelkipásztori gondoskodás előmozdítása ezekben a kegyhelyeken, mint a folyamatos evangelizáció dinamikus központjaiban.
A politikai, társadalmi és kulturális kihívások fényében a részleg:
- elősegíti az evangelizációt az idők jeleinek felismerése és az evangélium hirdetésének címzettjei társadalmi-gazdasági és környezeti feltételeinek tanulmányozása révén;
- tanulmányozza és előmozdítja azt a megújulást, amelyet az evangélium a különböző kultúrákkal való találkozásban és az emberi méltóság és a vallásszabadság előmozdításával kapcsolatos valamennyi kérdésben hoz magával. A keleti egyházak részegyházaival, püspöki konferenciáival és hierarchikus struktúráival szorosan együttműködve segíti és ösztönzi az Egyháznak az evangélium és a különböző kultúrák találkozásáról szóló tanításának terjesztését és alkalmazását. Mivel az evangelizáció magában foglalja a szegények alapvető választási lehetőségét, megszervezi a szegények világnapját;
- segíti és támogatja a megyéspüspökök, püspöki konferenciák és a keleti egyházak hierarchikus struktúráinak kezdeményezéseit az evangélium hirdetése érdekében.

A részleg illetékes a katekézisre, és a részegyházak szolgálatába áll, amikor azok teljesítik azt a feladatukat, hogy hirdessék Jézus Krisztus evangéliumát a megkeresztelteknek a mindennapi keresztény életükben, azoknak, akik a hit bizonyos fokát mutatják, de nem ismerik eléggé annak alapjait, azoknak, akik szükségét érzik, hogy többet tudjanak meg a kapott tanításról, és azoknak, akik elhagyták a hitet, vagy már nem vallják azt.
A részleg éberséget gyakorol annak biztosítására, hogy a hitoktatás megfelelően, az Egyházi Tanítóhivatal által megállapított normáknak megfelelően történjék a hitoktatás és a katekézis. Ugyancsak hatáskörébe tartozik a katekizmusok és más, a katekézis-oktatással kapcsolatos szövegek Apostoli Szentszék által előírt megerősítésének megadása, a Hittani Dikasztérium jóváhagyásával.
Mivel Isten népének minden tagja a keresztség alapján az evangélium missziós tanítványa, a részleg támogatja ennek a tudatosságnak és felelősségnek a növekedését, hogy mindenki hatékonyan tudjon együttműködni a missziós munkában a mindennapi életben, imádság, tanúságtétel és cselekedetek által. Az evangelizáció különösen az isteni irgalmasság hirdetése által történik, különböző formákban és kifejezésekben. Az irgalmasság misszionáriusainak sajátos tevékenysége sajátos módon járul hozzá ehhez a célhoz; a részleg előmozdítja és támogatja képzésüket, és kritériumokat biztosít lelkipásztori tevékenységükhöz.
Az evangelizáció keretében a részleg megerősíti és támogatja a vallásszabadságot minden társadalmi és politikai helyzetben, a világ valós helyzeteiben. E tekintetben a részleg igénybe veszi az Államtitkárság együttműködését is. Az evangelizáció megközelítéseként a részleg a Vallásközi Párbeszéd Dikasztériummal és a Kulturális és Nevelésügyi Dikasztériummal együttműködve és sajátos hatáskörüknek megfelelően ösztönzi és támogatja a más vallások tagjaival és a vallástalanokkal való találkozás és párbeszéd lehetőségeit.

### Az első evangelizáció és az új részegyházak részlege
Ez a részleg támogatja az evangélium hirdetését és a hitélet elmélyítését az első evangelizáció területein, és felelős mindazért, ami az egyházi körzetek felállításával vagy módosításaival, azok ellátásával kapcsolatos, valamint egyéb, a Püspöki Dikasztérium által saját hatáskörében végzett feladatokkal analóg feladatokat lát el.
A részleg az igazságos autonómia elvével összhangban támogatja az új részegyházakat a kezdeti evangelizációs munkában és növekedésükben, együttműködve a részegyházakkal, a püspöki konferenciákkal, a megszentelt élet intézeteivel és az apostoli élet társaságaival, a társulásokkal, az egyházi mozgalmakkal, az új közösségekkel és az egyházi segélyszervezetekkel.
A részleg együttműködik a püspökökkel, a püspöki konferenciákkal, a megszentelt élet intézeteivel és az apostoli élet társaságainak tagjai és a laikusok részéről, valamint a világi papság és a katekéták képzésében a dikasztérium alá tartozó területeken, más dikasztériumok hatáskörének sérelme nélkül, olyan speciális területeken, mint például: a klerikusok egyetemi képzése, felsőoktatási intézmények, képzés és kultúra.
A részleg elősegíti a tapasztalatcserét az új részegyházakon belül, valamint azok és a régebbi egyházak között, valamint segíti az új részegyházak beilleszkedését, és arra ösztönzi a többi egyházat, hogy szolidáris és testvéri támogatást nyújtsanak neki. A hatáskörébe tartozó területeken alap- és továbbképző tanfolyamokat biztosít és szervez a püspökök és a velük egyenértékű személyek számára.
A missziós együttműködés fokozása érdekében a részleg:
- igyekszik segíteni az új részegyházakat abban, hogy anyagilag függetlenné váljanak, azáltal, hogy együttműködik velük az ehhez szükséges feltételek megteremtésében;
- segíti az új részegyházak támogatásához szükséges alapok létrehozását, és felkészíti a hozzáértő személyzetet ezen alapok összegyűjtésére és a más részegyházakkal való együttműködésre;
- elősegíti az új részegyházak és csoportosulásaik körében az igazgatási és felügyeleti ügynökségek létrehozását a források hatékony felhasználása és a befektetések minősége érdekében;
- támogatja az új részegyházakat a személyzeti igazgatásban.

A részleg foglalkozik mindennel, ami a rábízott részegyházak ötévenkénti jelentéseivel és ad limina Apostolorum látogatásaival kapcsolatos.
Ezen részleg alá tartoznak a pápai missziós társaságok: a Társaság a Hit Terjesztéséért, az Apostoli Szent Péter Társaság, a Szent Gyermekek Társasága és a Papok és Hittérítők Pápai Missziós Szövetsége, mint a missziók iránti felelősség előmozdításának eszközeit minden megkeresztelt részéről és az új részegyházak támogatását. A missziós munkára szánt gazdasági támogatások kezelését és azok igazságos elosztását a részleg titkár-helyettesére bízzák, aki a Pápai Missziós Társaságok elnöki tisztét tölti be.
A missziók számára elkülönített vagyont a részleg titkár-helyettese által vezetett külön iroda kezeli, a Gazdasági Titkárságnak való megfelelő elszámolási kötelezettség sérelme nélkül.

## A Dikasztérium vezetősége

### Prefektus
| Fénykép                                                           | Név                                                                     | Országa        | Kinevezés dátuma  |
| ----------------------------------------------------------------- | ----------------------------------------------------------------------- | -------------- | ----------------- |
|                                                                   | Ferenc pápa (1936–)                                                     | Argentína      | 2022. június 5.   |
| A világ evangelizációjával kapcsolatos alapvető kérdések részlege |                                                                         |                |                   |
|                                                                   | Salvatore Fisichella érsek pro-prefektus                                | Olaszország    | 2022. június 5.   |
|                                                                   | Franz-Peter Tebartz-van Elst püspök a katekézis delegátusa              | Németország    | 2022. június 5.   |
|                                                                   | Graham Bell titkár-helyettes                                            | Nagy-Britannia | 2022. június 5.   |
|                                                                   | Graziano Borgonovo titkár-helyettes                                     | Olaszország    | 2024. február 5.  |
| Az első evangelizáció és az új részegyházak részlege              |                                                                         |                |                   |
|                                                                   | Luis Antonio Tagle bíboros pro-prefektus                                | Fülöp-szigetek | 2022. június 5.   |
|                                                                   | Fortunatus Nwachukwu érsek titkár                                       | Nigéria        | 2023. március 15. |
|                                                                   | Emilio Nappa érsek titkár-helyettes, a Pápai Missziós Társaságok elnöke | Olaszország    | 2022. december 3. |
|                                                                   | Samuele Sangalli titkár-helyettes                                       | Olaszország    | 2023. április 25. |